# Digitalna preobrazba
Digitalna preobrazba ali digitalna transformacija je proces, v katerem podjetja ali organizacije ustvarjajo nove ali spreminjajo stare poslovne procese, kulture in uporabniške izkušnje. Digitalna transformacija se uporablja za izboljšanje produktivnosti in učinkovitosti podjetij ali organizacij z inovacijami, produktivnostjo, uporabniško izkušnjo in učinkovitostjo. Obstajata dva koncepta, povezana z digitalno transformacijo.
Digitizacija  je prehod iz analognih v digitalne formate. Prej so podjetja hranila evidence na papirju, s prihodom računalnikov pa so začela svoje analogne zapise pretvarjati v digitalne datoteke. Ta proces, znan kot digitizacija, je omogočil bolj priročno zbiranje in deljenje informacij. Vendar pa so na poslovne prakse in sisteme še vedno močno vplivale analogne metode.
Digitalizacija pa vključuje uporabo digitalnih podatkov za poenostavitev in izboljšanje obstoječih delovnih procesov. Osredotoča se na hitrejše in učinkovitejše ustaljene načine dela z uporabo digitaliziranih informacij. Na primer, digitalizacija je revolucionirala storitve za stranke, saj je omogočila enostavno iskanje podatkov o strankah prek računalnikov, povečala hitrost in učinkovitost poizvedb in reševanja težav.

## Cilja digitalne preobrazbe
Digitalna preobrazba vključuje dva glavna cilja: družbeni in gospodarski. Družbeni cilji zajemajo široko paleto ciljev, vključno s spodbujanjem razvoja inovativne in sodelovalne kulture v industriji in družbi, reformo izobraževalnega sistema, ki bo posameznike opremila z novimi spretnostmi in v prihodnost usmerjeno miselnostjo za digitalno delo in družbo, vzpostavitvijo in upravljanjem digitalne komunikacijske infrastrukture, da se zagotovi njena dostopnost, upravljanje, kakovost storitev in cenovna dostopnost, izboljšanjem varstva digitalnih podatkov, preglednosti, avtonomije in zaupanja ter povečanjem dostopnosti in kakovosti digitalnih storitev za prebivalstvo.
Na drugi strani se gospodarski cilji osredotočajo na izvajanje novih in inovativnih poslovnih modelov, povečanje ustvarjanja dohodka, produktivnosti in dodane vrednosti v gospodarstvu ter izboljšanje regulativnega okvira in tehničnih standardov
Koncept digitalne preobrazbe je privedel do stalnega podjetništva in poslovne dinamike, zlasti v tehnološko intenzivnih panogah. Podjetja so se prilagodila tako, da delujejo v dveh različnih načinih: v standardnem načinu, ki ohranja tradicionalne posle in dejavnosti, ter v motečem načinu, ki išče priložnosti za izkoriščanje novih trgov in inovacije na področju tehnologij, procesov, izdelkov ali storitev. Ustvarjanje vrednosti zdaj ne poteka le s tradicionalnimi sredstvi, temveč tudi z digitalizacijo.
Programska tehnologija ima ključno vlogo pri spodbujanju motenj in vplivu nanje. Vodilni na trgu se odlikujejo z razvojem in trženjem novih tehnologij, ki zadovoljujejo prihodnje potrebe strank po uspešnosti. Vendar pa so ta podjetja previdna, da ne bi kanibalizirala svojih obstoječih dobičkonosnih podvigov. Zato redko vodijo komercializacijo tehnologij, ki so sprva namenjene nišnim ali nastajajočim trgom, vendar ne zadovoljujejo potreb večinskih strank.
Podobno so bile nekatere od preučevanih tehnologij programske opreme moteče zaradi svojega strateškega pomena, prodora, sprejetja in zaznane vrednosti v različnih tržnih segmentih v primerjavi z njihovimi prvotnimi trgi. Obstajajo pa tudi druge programske tehnologije, ki jih ni mogoče šteti za moteče, ker niso pridobile prepoznavnosti in vrednosti zunaj svojih prvotnih trgov.

## Razsežnosti strategij digitalne preobrazbe
Uporaba tehnologij: Ta razsežnost se nanaša na pogled podjetja na tehnologije in na to, kako jih lahko uporablja/izvaja. Podjetja se morajo odločiti, v kolikšni meri želijo uvajati nove tehnologije in v kolikšni meri se želijo uveljaviti kot vodilna na trgu pri uporabi tehnologij. Če podjetje prvo sprejme novo, še nepreverjeno tehnologijo, lahko to izboljša njegovo razumevanje in izkušnje s temi tehnologijami ter mu zagotovi konkurenčno prednost pred drugimi podjetji, lahko pa nosi tudi tveganje nepreverjenih tehnologij.
Spremembe pri ustvarjanju vrednosti: V zvezi z vplivom strategij digitalne preobrazbe na vrednostne verige podjetja. Ta razsežnost preučuje, kako digitalne dejavnosti odstopajo od tradicionalne analogne osnovne dejavnosti. Takšna odstopanja predstavljajo priložnosti za razširitev in izboljšanje portfelja izdelkov in storitev, vendar lahko zahtevajo drugačne tehnološke kompetence in kompetence, povezane z izdelki, ter pomenijo večja tveganja zaradi omejenih izkušenj na novem področju. Digitalizacija izdelkov ali storitev lahko zahteva tudi prilagoditve obsega poslovanja in strategij monetizacije.
Strukturne spremembe: Obravnavajo spremembe organizacijske strukture podjetja za podporo novim digitalnim dejavnostim. Ta razsežnost upošteva umestitev digitalnih dejavnosti v strukture podjetja in določa, ali spremembe najbolj vplivajo na izdelke, procese ali spretnosti. Omejene spremembe lahko upravičujejo vključitev novih dejavnosti v obstoječe strukture, večje spremembe pa lahko zahtevajo ustanovitev ločenih hčerinskih družb. Strukturne spremembe so temelj za uspešno izvajanje strategije digitalne preobrazbe.
Finančni vidiki: Imajo ključno vlogo pri digitalni preobrazbi. Izvirajo lahko iz upadajočega poslovanja podjetja ali želje podjetja po nadaljnjem izboljšanju/razširitvi poslovanja. Podjetja, ki jim gre dobro, lahko digitalno preobrazbo razumejo kot nepotreben strošek, podjetja v težavah pa lahko digitalno preobrazbo dojemajo kot koristno/obvezno za svojo rast, vendar si je zaradi finančnih omejitev ne morejo privoščiti. V tem smislu je pomembno, da podjetja poskušajo oceniti svojo potrebo po digitalni preobrazbi in razmislijo o možnostih financiranja, preden bo prepozno.
Za zagotovitev uspešne digitalne preobrazbe je ključna usklajenost med štirimi razsežnostmi. Te razsežnosti je mogoče vključiti v okvir digitalne preobrazbe (DTF), ki podjetjem olajša ocenjevanje njihovih trenutnih zmogljivosti in oblikovanje učinkovitih strategij digitalne preobrazbe. Z upoštevanjem vseh štirih razsežnosti v okviru lahko podjetja povečajo učinek in koristi svoje poti digitalne preobrazbe.

## Stopnje digitalne preobrazbe
1. Običajno poslovanje: Na začetku poti digitalne preobrazbe organizacije delujejo na tradicionalen način z ročnimi procesi, omejeno uporabo tehnologije in odporom do sprememb. Cilj je opustiti te prakse in uporabiti digitalno tehnologijo za spodbujanje inovacij, produktivnosti in učinkovitosti.[6]
2. Prisotnost in dejavnost: V tej fazi organizacije ocenijo svoje sedanje delovanje in opredelijo ovire, ki ovirajo produktivnost in inovacije. Ocenijo, kateri oddelki ali zaposleni so prešli z ročnih na digitalne procese. Ta ocena pomaga določiti stopnjo digitalne zrelosti organizacije in postavi temelje za prihodnje faze digitalne preobrazbe.[6]
3. Formaliziranost: V formalizirani fazi ključni deležniki, vključno z vodstvom na najvišji ravni in zaposlenimi, v celoti sprejmejo pozitivne učinke digitalne preobrazbe. Uspešno se lahko izvajajo manjše pobude, ki zagotavljajo spodbudo za celotno pot preobrazbe. Digitalno zreli oddelki in zaposleni prevzamejo vodenje, kar zagotavlja napredek in dolgoročni uspeh.[6]
4. Strateškost: Za začetek poti organizacije oblikujejo dobro prilagojeno digitalno strategijo, ki je prilagojena njihovim posebnim potrebam. Razvoj tega načrta običajno zahteva usposobljene zaposlene ali strokovno znanje tretjih oseb. Ključnega pomena je, da organizacija ostane na tekočem s trendi digitalne preobrazbe, spremlja uspešnost in vizualizira želeni končni rezultat.[6]
5. Konvergenca: Konvergenčna faza je ključnega pomena, saj organizacije določijo prednostne naloge digitalnih pobud in dodelijo potrebne vire, kot so namenske ekipe, proračuni in zunanja partnerstva. Digitalna strategija je usklajena s poslovnimi cilji, kar organizacijam omogoča, da pridobijo konkurenčno prednost, spodbujajo inovacije ter ustvarjajo dolgoročno vrednost za stranke in deležnike.[6]
6. Inovativnost in prilagodljivost: Ta napredna faza pomeni pomemben mejnik na poti digitalne preobrazbe. Po uspešni izvedbi manjših pobud so organizacije zdaj pripravljene na pomembnejše korake v smeri inovacij. Sprejemajo napredno programsko opremo za digitalno preobrazbo, širijo svoj tržni delež, skrajšujejo čas do vstopa na trg in zagotavljajo izjemne izkušnje za stranke. Nenehna optimizacija in inovacije so ključnega pomena za čim večje izkoriščanje prednosti digitalne preobrazbe.[6]

## Digitalna družba v Sloveniji
V letu 2018 se je Slovenija uvrstila na 16. mesto med vsemi 28 državami Evropske unije. Meril se je t. i. indeks digitalnega gospodarstva in družbe, oziroma DESI. Slovenija je za uvrstitev dosegla 50,9 točk, kar je podpovprečno, saj je evropsko povprečje 52,5 točk. Vendarle se uspešnost Slovenije v EU veča, saj je od leta 2017 zrasla za 4,6 točk. Pri nekaterih kazalnikih je Slovenija vendarle nad evropskim povprečjem, in sicer pri povezljivosti in pri digitalnih storitvah.
V letu 2021 je vlada republike Slovenije naredila plan za digitalno transformacijo, kateri naj bi zajemal časovni razpon med letoma 2021 in  2030. Nastala je na podlagi vseh dosedanjih naprednih digitalnih tehnologij, in sicer umetne inteligence, interneta stvari, tehnologije za obdelave velepodatkov, tehnologije veriženja podatkov, visokozmogljivega računalništva, kvantnega računalništva in 5G tehnologije. Deluje po priporočilih, ki jih je sprejela Evropska komisija. Izhajati pa so morali tudi z doseženih kazalcev, ki jih spremljajo evropske in globalne statistike (OECD). Naslovljena so tri glavna prednostna področja. Prvo so napredne digitalne tehnologije, ki omogočajo digitalno preobrazbo na področju gospodarstva. Drugo je osredotočanje na učinkovitost ekosistema za gospodarsko konkurenčnost. Tretje je usmerjenost v odprto in trajnostno družbo, katera naj bi bila osnova za nadaljnjo rast digitalne ekonomije.